# آيت الربع (آيت عادل)
آيت الربع هي إحدى مشيخات المملكة المغربية، تتبع جغرافيا لإقليم الحوز وإداريًا لآيت عادل. يقدر عدد سكانها بـ 9553 نسمة حسب الإحصاء الرسمي للسكان والسكنى لسنة 2004.